# فلاديمير كوستيوك
فلاديمير كوستيوك (28 مايو 1972 - ) هو لاعب كرة قدم تركمانستان (وحمل سابقاً جنسية الاتحاد السوفيتي) في مركز الوسط. شارك مع منتخب تركمانستان لكرة القدم. أما مع النوادي، فقد لعب مع أنجي محج قلعة ودينامو موسكو ونادي كوبتداغ عشق آباد وFC Erzu Grozny ‏.

## وصلات خارجية
- فلاديمير كوستيوك على موقع قاعدة بيانات كرة القدم.إي يو (الإنجليزية)